# Lago Oberer Murgsee
O Lago Oberer Murgsee é um lago localizado no vale Murg (Murgtal), no cantão de São Galo, Suíça e é o maior dos três Lagos Murgseen.
Este lago encontra-se a 1820 metros de altitude. Os outros lagos são: O Lago Mittlerer Murgsee, localizado a 1808 metros e o outro o Lago Unterer Muttsee, localizado a 1682 metros de altitude. Este lago é drenado pelo Rio Murgbach que deságua no Lago Walen em Murg, no município de Quarten.